# 阿霈樂團
阿霈樂團（原名：夢露樂團，Dream Route）是一支活躍於台灣的樂團，最早成立於2002年。成員由阿霈（主唱）、阿康（吉他手）、汪六（貝斯手）、小明（鼓手）四人組成。主要活動區域為台北地區，但於2007年宣布解散。

## 樂團簡介
汪六和前吉他手杉特是附中的高中同學，高二開始組團。只是玩票性質，直到大一時，阿霈透過附中的學長找到汪六問他們要不要一起組個團，當時也找了汪六和衫特那一團的前鼓手，約在2002年暑假開始。
兩個多月後，鼓手因為理念不合而退團，當時樂團花了2個月的時間找鼓手，經由失控樂團鼓手的介紹，找到了小明。樂團約在2002年10月正式成軍。
碰到製作人林暐哲，是在2003年4月20日，當天剛好是汪六和杉特的生日，當天樂團在河岸留言表演，製作人林暐哲先生因一位朋友的介紹特地去看了表演，製作人林暐哲就在一個月的時間內就和阿霈樂團簽了約，也因此正式進入了林暐哲音樂社。2005年左右，原吉他手杉特退團，後來又找到了阿康，成員底定。
阿霈樂團在2004年初發行了他們的首張單曲《藍色》，在2004年的《海洋音樂祭》得到了《最佳人氣獎》。
又於2006年與同唱片公司樂團蘇打綠合發《我的未來不是夢》單曲。
阿霈樂團成軍6年，2007年因男團員從軍而忍痛解散，阿霈說「組團6年，從來沒想過不組團能做什麼，可惜
大家對音樂這條路有各自的想法，尤其是男生會碰到兵役的問題，4個人最後同意解散」。 
主唱阿霈在2008年3月28日發行個人新專輯《生活》，其中的「陪你」這首歌是她單飛之後，在孤單寂寞的
氛圍中，刻骨銘心創作的歌曲。

## 成員介紹
阿霈、阿康、汪六均畢業於國立臺灣師範大學附屬高級中學，也都是附中吉他社的成員，均畢業於國立台灣大學。
陳兆俊畢業於台北市立松山家商，大學畢業於景文技術學院。2012年5月25日，季欣霈與韓立康結婚。

### 過往成員
- 杉特 - 吉他手（2003年起）
- 主唱：季欣霈（阿霈）
  - 生日：1983年12月2日（41歲）
  - 學歷：國立台灣大學會計系(肄業)
- 電吉他手：韓立康（阿康）
  - 生日：1982年4月2日（42歲）
  - 學歷：國立台灣大學化工系
- 貝斯手：汪正一（汪六）
  - 生日：1983年4月20日（41歲）
  - 學歷：國立台灣大學財金系
- 鼓手：陳兆俊（小明）
  - 生日：1983年5月21日（41歲）
  - 學歷：景文技術學院觀光餐飲科

## 樂團沿革
- 2004年7月-貢寮海洋音樂祭拿下最佳人氣樂團大獎。
- 2004年7月-發行首張單曲《藍色》獲7-11海洋指定單曲，打開獨立樂團知名度。
- 2004年12月-SCHOOL ROCK演唱會擔任開場,獲得熱烈回應。
- 2005年5月-受邀參加第一屆草地音樂節 。
- 2005年7月-發行第二張單曲《安全感》。
- 2005年8月-受邀參加貢寮海洋音樂祭大舞台演出。
- 2005年12月-參加硬地音樂博覽會連續兩年CD銷售第一。
- 2006年-BBS網路人氣票選樂團獎第九名。
- 2006年-台客搖滾之搖滾司令台壓軸演出。
- 2006年-八月第一張創作專輯《主唱大人》發行。
- 2007年-正式對外宣布解散。

## 音樂作品

### EP
1. Blue（2004年11月25日）
2. 安全感（2005年9月2日）
3. 我的未來不是夢（2006年12月15日）
  - 以 Sodagreen X Apay 名義
4. 三年，都好（2010年10月11日）

### 音樂專輯
1. 主唱大人（2006年8月4日）

## 外部連結
- Apay官方網站
- 主唱阿霈部落格 （页面存档备份，存于）